# Liste der Kulturdenkmale in Worth
In der Liste der Kulturdenkmale in  Worth  sind alle Kulturdenkmale der schleswig-holsteinischen Gemeinde Worth (Kreis Herzogtum Lauenburg) aufgelistet (Stand: 10. März 2025).

## Legende
In den Spalten befinden sich folgende Informationen:
- Objekt-ID: die Nummer des Kulturdenkmales
- Lage: die Adresse des Kulturdenkmales und die geographischen Koordinaten. Kartenansicht, um Koordinaten zu setzen. In der Kartenansicht sind Kulturdenkmale ohne Koordinaten mit einem roten Marker dargestellt und können in der Karte gesetzt werden. Kulturdenkmale ohne Bild sind mit einem blauen Marker gekennzeichnet, Kulturdenkmale mit Bild mit einem grünen Marker.
- Offizielle Bezeichnung: Bezeichnung des Kulturdenkmales
- Beschreibung: die Beschreibung des Kulturdenkmales
- Bild: ein Bild des Kulturdenkmales

## Sachgesamtheiten
| Objekt-ID      | Lage                                      | Offizielle Bezeichnung | Beschreibung | Bild |
| -------------- | ----------------------------------------- | ---------------------- | --- | ---- |
| 40597 Wikidata | Bogenstraße (53° 28′ 3″ N, 10° 24′ 34″ O) | Kirche Worth           | Aktualisierung vorgesehen - Begründung: geschichtlich, künstlerisch, städtebaulich, Kulturlandschaft prägend - Schutzumfang: Kirche mit Ausstattung, Kirchhof, Grabmale bis 1870, Feldsteinmauer, Lindenkranz | BW   |

## Bauliche Anlagen
| Objekt-ID     | Lage                                        | Offizielle Bezeichnung       | Beschreibung | Bild            |
| ------------- | ------------------------------------------- | ---------------------------- | --- | --------------- |
| 2209 Wikidata | Bogenstraße 8 (53° 28′ 2″ N, 10° 24′ 37″ O) | Wohn- und Wirtschaftsgebäude | Alteintragung (Aktualisierung vorgesehen) - Begründung: Alteintragung (Aktualisierung vorgesehen) - Schutzumfang: Alteintragung (Aktualisierung vorgesehen) - Denkmaltyp: Bauliche Anlage | Fotos hochladen |
| 3932 Wikidata | Bogenstraße (53° 28′ 3″ N, 10° 24′ 34″ O)   | Kirche mit Ausstattung       | Die Fachwerkkirche wurde im Jahre 1793 erbaut. Der hölzerne Glockenturm wurde 1824 nachträglich angebaut. Alteintragung (Aktualisierung vorgesehen) - Begründung: geschichtlich, künstlerisch, städtebaulich - Schutzumfang: gesamtes Objekt - Denkmaltyp: Bauliche Anlage, Sachgesamtheit: Kirche Worth | Fotos hochladen |

## Gründenkmale
| Objekt-ID      | Lage                                     | Offizielle Bezeichnung | Beschreibung | Bild |
| -------------- | ---------------------------------------- | ---------------------- | --- | ---- |
| 12332 Wikidata | Dorfstraße (53° 28′ 3″ N, 10° 24′ 35″ O) | Kirchhof               | Alteintragung (Aktualisierung vorgesehen) - Begründung: geschichtlich, Kulturlandschaft prägend - Schutzumfang: Kirchhof, Grabmale bis 1870, Feldsteinmauer, Lindenkranz - Denkmaltyp: Gründenkmal, Sachgesamtheit: Kirche Worth | BW   |

## Quelle
- Liste der Kulturdenkmale in Schleswig-Holstein – Herzogtum Lauenburg (PDF)

1. ↑  Timo Jann: Hilfe für den hölzernen Glockenturm In: Lübecker Nachrichten. 5. Oktober 2019, S. 9.

- Karte mit allen Koordinaten:
- OSM |
- WikiMap